# Новий Сімеїз (курорт)
Нови́й Сімеї́з — курортна зона на узбережжі Чорного моря, на території України, на південному березі Криму. Відзначений в 1913 році срібною медаллю на конкурсі «Місто-парк» серед європейських міст-курортів.
Ідею створення курорту виношував російський промисловець і землевласник Сергій Іванович Мальцов, а втілили (на початку XX століття) його сини Іван та Микола. Популярністю Новий Сімеїз завдячує досить приємному клімату — м'яка тепла зима і неспекотне літо (наче увесь рік весна), що відповідає субтропікам середземноморського типу.
|  | ... «Я помістився в готелі чудово. Ніч місячна, кипариси чорними стовпами на напівгорі. Фонтани дзюрчать скрізь, і внизу синє море і "без упину". Шосе в каміннях, оливки, виноградники, дерева мигдалеві і море синє. Тут добре тим, що, крім теплоти і краси, багато, немає жебраків, заробіток великий. Ось де або взагалі на півдні треба починати жити тим, які захочуть жити добре»... Л. М. Толстой, 1885 р. , Сімеїз. |

## Географія
Курорт Новий Сімеїз є частиною містечка Сімеїз, що знаходиться в пониззі Головного пасма Кримських гір, яке отримало назву Сімеїзька котловина, сформована східною підковоподібною частиною гірського масиву Ай-Петринська яйла з вершинами Ат-Баш (1203 метрів), Чака-Таш (900 метрів), гори Алупкінської та гори Кішка. Новий Сімеїз займає більшу частину котловини: центральну, західну й північно-західну частини. Уже в радянський час деякі інші курортні зони Сімеїзу (вілли і пансіонати) мешканці долучили до звичного поняття курорт Новий Сімеїз. Територіально цей курорт відноситься до Сімеїзької селищної ради, складової Ялтинської міської ради. Хоча раніше, в часи свого заснування та розквіту, це була цілком самостійна територіальна одиниця, розташована по сусідству з кримсько-татарським селом Сімеїз.

### Розташування
Новий Сімеїз розкинувся по всій низині і займає майже 2/3 її площі: Західний Новий Сімеїз займав усю західну частину низовини Лімень, включно з підніжжям гори Кішка. Східні межі Нового Сімеїзу складають другу чергу курорту — південно-східну територію сімеїзької низини, південніше колишнього села Сімеїз (тепер центр селища), на заході територія курорту закінчується урочищем «Блакитна Затока» і межами поселення Кацівелі, на півночі межа Нового Сімеїзу проходить уздовж Севастопольського шосе (старої дороги Севастополь — Ялта) і давнім поселенням в горах Лімень (тепер селище Голуба Затока).
Високі гори (пікові вершини коливаються в межах 1000—1222 метри), їх відроги, глибокі річкові долини і тепле незамерзаюче море сформували на узбережжі Криму субтропічний кліматичний пояс. Висота і протяжність гірського пасма та особливості рельєфу узбережжя по різному вплинули на кримський субтропік, відтак Сімеїзька котловина потрапила до м'якої мікрокліматичної зони.

### Геологія
|  | ...У цій місцевості колись дуже давно стався грандіозний зсув з головного хребта, від якого, ймовірно, що нависала в бік берега, значних розмірів частина відокремилася і потім зсунулася вниз до моря, покривши своєю товщею основну породу схилу південного узбережжя — глинистий сланець, який, таким чином, похований тут на великій глибині. Такий характер має місцевість на величезному просторі, протягом, вважаючи по верхньому шосе, від Гаспри до Ореанди. — Поверхня схилу покрита або скелями, або нагромадженнями великих каменів, або ґрунтом, схожим на червону глину, але являє собою ні що інше, як продукт розкладання того ж вапняку. |

### Флора і фауна
Флору Нового Сімеїзу формують ліси, сади, гаї і парки. У підніжжі гір ростуть такі види дерев та кущів: кипариси, сосни та ялівець, граб, суничне дерево, ліщина, ожина, терен, шипшина, глід і рускус. На низині, в долині висаджені багатовікові дуби, ясени, терпентинні та інші листяні дерева. В середині XIX століття Сергій Іванович Мальцев, дбаючи за свій маєток і щоби привабити туди відпочиваючих, заклав великий парк — діброви ялівцю, лаврові алеї, кипариси, мигдаль створювали додатковий фітофон усього курорту.
Завдяки великому масиву зелених насаджень створюється унікальний мікроклімат, що сприяє лікуванню хвороб дихальних шляхів та загальному оздоровленню. Адже з гір теплі вітри доносять в низину аромат кримських сосен, а в низині насадження ялівця деревоподібного насичують повітря фітонцидами, які вбивають шкідливу мікрофлору (один гектар ялівцю виділяє до 30 кілограм фітонцидів).
Створення курорту посприяло зведенню багатьох вілл та дач, в яких їхні власники розбивали свої зелені дворики, висаджуючи екзотичні та реліктові насадження (в кінці XIX століття і на початку XX століття в Росії було модно експериментувати із заморськими рослинами), які додавали новизни в місцевій флорі. Місцева рослинність збагатилася новими рослинними формами, і помірно-теплий клімат тому сприяв, так всю зиму тут цвітуть проліски, а за ними ранні фіалки. В цих декоративних парках переважають вічнозелені дерева і чагарники: мамонтове дерево, гімалайські кедри, лавровишня, пальма, лавр благородний.
Але й місцева флора становить особливе місце, адже багато її видів віднесені до природо-охоронної Червоної книги. Так плантаріум (Fumana procumbens), що поселився на горі Кішка, більше ніде не зустрічається в межах колишнього СРСР.

### Вітри
М'який і стабільний клімат Сімеїзької котловини досягається гірськими пасмами, які її обрамляють. Так, Ай-Петринська яйла не пропускає взимку холодних північних вітрів, а влітку спекотних суховіїв. На заході хребет Лімен-Койя (з горою Кішка, скелями Хаосу та Лебединим крилом) став стіною для західних вітрів. Східні сухі вітри зустрічає Чорна Гора (Стомас-Харабаір), що височіє за маєтком Д. А. Мілютіна, нині територія санаторію ім. Баранова та Олійна гора (яку князь Воронцов засадив оливковими деревами). Тож, зародившись в гірських долинах, повітряні маси піднімаючись вгору кожних 100 метрів охолоджуються на пів градуса, віддають вологу і сповільняються, коли ж ці потоки спрямовуються до узбережжя, то кожних 100 метрів прогріваються на один градус. Тому влітку ці вітри розганяють спеку, а взимку приносять тепло. Загалом, влітку переважають південно-західні і південно-східні вітри, а взимку — північно-східні. Протягом року − 136 погожих дні, тоді як в Ялті − тільки 70.
Морські бризи, сформовані влітку над морською гладдю, чи не щодня, з 9-10 годин ранку до 17-18 години вечора дмуть з моря на сушу, насичуючи повітря іонами йоду, брому, магнію та інших мікроелементів, а вночі приносять прохолоду гірських лісів. Різкий і складний рельєф ділянки суші, численні затоки та скали узбережжя сформували захисний рубіж від штормових вітрів (лише 1-8 днів на рік).

### Клімат
Впродовж року в Новому Сімеїзі налічується до 245—246 ясних, погожих дні. Відносна вологість — 72 % (влітку 50-55 %, взимку 70-80 %). Весняні й осінні дощі випадають рідко, але тривалі можуть йти цілий день, а літні і зимові (ще рідші) лише на кілька годин. Найбільше опадів припадає на листопад, а загалом, впродовж року випадає 660 мм опадів. Сніговий покрив тримається заледве добу, зазвичай кілька годин, та й взагалі, сніжні зими нечасті, бувають раз-другий на десятиріччя (тоді температура опускається до −10°).
Статистичні температурні дані, які почали відслідковувати з кінця XIX століття (завдяки захопленню наукою Івана Мальцева) показують, що середня температура в усі пори року завжди плюсова і становить: взимку − 3,25°С, навесні − 9,3°С, восени − 10,8°С, а влітку − 17,93°С (у найспекотніший липень середня температура складає 24,4°С). В порівнянні з показниками інших міст узбережжя, то найтепліша і довготривала осінь в Сімеїзі, а от влітку тут прохолодніше, ніж в Ялті (не так спекотно).

### Берегова лінія і море
Берег моря в Сімеїзі, як і по всьому південному узбережжі Криму — дрібногальковий. Дві невеликі затоки, обрамлені високими скелями: Діва, Крило лебедя, Наришкінські камені, які й не допускають формування високого прибою, що дозволяє купатися в морі в безпечній і спокійній воді. Самі бухти глибокі, вода в них чиста, прозора, адже прибережні скелі і донні западини покриті морськими водоростями та мідіями (які очищають та насичують морську воду). Купально-відпочинковий сезон розпочинається у травні і закінчується останніми числами вересня, цьому сприяє температура води в морі: влітку досягає 23-25 ° (кілька днів на сезон бувають згони води, через потужні західні повітряні маси, які й формують прохолоднішу течію, спричиняючи кількаденне пониження до 10 °).
Чорне море, наче тепловий резервуар — пригашає зимовий холод і втамовує літню спеку. З листопада до квітня температура моря майже завжди вища температури повітря, таким чином воно наче підігріває повітряні маси. Влітку погашати спеку долучаються морські бризи (сформовані через різницю температури повітря над морем і сушею — створюючи перепади тиску), що дмуть вдень з моря на сушу, а вночі назад..

## Історія
Історія курорту Новий Сімеїз бере початок з початку XIX століття і тісно пов'язана з історією роду Мальцевих, відомих російських промисловців та землевласників. Відомі царські урядовці, дворяни, письменники і науковці сприяли розвитку курорту. Така популярність курорту за царських часів перекинулася і в часи робітничо-селянської Країни Рад, щоби не втрачати надбання попередників, радянські функціонери додатково розширили площу та медичні послуги на території курорту. Після розпаду СРСР, частина курортних закладів почала занепадати. Після утвердження України, як держави, почало відновлюватися курортне господарство Сімеїзу, як за рахунок держави, так і приватним коштом.

### Передумови
Територія Нового Сімеїзу знаходилася поруч маловідомого татарського села Сімеїз. До XIX століття тут жодних курортів не було, а місцеві жителі розвивали сільське господарство (виноградарство, високогірне тваринництво). Після російсько-турецької війни 1768—1174 років та підписання Кючук-Кайнарджійського мирного договору, Кримське ханство отримало незалежний статус, але фактично, воно було окуповане російськими військами, а імператриця Катерина принаджувала туди своїх ставлеників. Через кілька років, кримчаки не витримали підступності росіян і почали бунт, тоді імператриця легально ввела війська (нібито для захисту законної влади). Численні російські гарнізони і посадженці все більше схиляли кримчаків до імперії, тому в 1783 році, за сприяння Потьомкіна, Крим офіційно перейшов під російське підданство.
Щоби утримувати кримчаків у покірності, імператриця, окрім розквартирування військових легіонів, роздавала кримські землі своїм підданим та фаворитам, кількома роками раніше виселивши чимало кримчаків (греків, татар, турків) з їх обжитих земель. Під утисками фізичними і чиновницькими, значна частина турецьких вельмож також виселилася, спродаючи свої землі і статки приїжджим російським землевласникам та офіцерам. Так на кримські землі й прийшли землевласниками: російські графи, царські німці-вислужники та поселенці, кавказькі князі, купецькі роди та попи, які перебиралися сюди цілими родинами і селами
Саме так сталося і в Сімеїзі, після російсько-турецької війни (1768—1774 роки) більшість турків-османів з Кримського півострова подались в Османську імперію. Російська імператриця Катерина II віддячувалася своїм підданим-військовим, наділивши сімеїзькими землями: князя Наришкіна, графа Потоцького, графа Мілютіна, князя Кочубея, графа Ревеліоті, графа Мордвинова. Відомі тоді катеринівські фаворити та військові розподілили поміж собою сотні тисяч гектарів кримської землі.
Землі сучасного Нового Сімеїзу належали місцевій татарській знаті, та з приходом росіян останні почали ці земельні наділи присвоювати (зазвичай утискаючи та переслідуючи їх власників — присвоюючи їх або викуповуючи за копійки). Князь Григорій Потьомкін, як головний тріумфатор російсько-турецьких військових кампаній кінця XVIII століття, забрав собі найбільший пай — більша частина Ліменської долини (це лише маленька частина з 150193 тисяч десятин кримської землі), на якій він розпорядився висадити шовковичні та маслинові гаї і село Сімеїз. Мешканці села не були кріпосними, але змушені були обслуговувати великий маєток князя Таврійського. Після смерті Потоцького, маєток перейшов до його коханки і фрейліни імператриці — Софії Вітте (Потоцькій), яка пізніше вийшла заміж за Станіслава Потоцького. Після смерті Софії та Станіслава землі Потьомкіна-Потоцьких успадкували діти Софії, а згодом розпродали сусідам (російським землевласникам Ростопчиним-Наришкіним, Ревеліотісу), які і становили другу хвилю власників сімеїзької землі.
Після смерті Потьомкіна більша частина долини належала фаворитові й улюбленцеві Потьомкіна командиру Балаклавського Грецького піхотного батальйону Феодосію Ревеліотісу, який попри командування Албанським корпусом (грецьким підрозділом російського війська) надмірно збагатився, йому належало 16 тисяч гектарів кримської землі. За сприяння Потьомкіна він захоплював землі, що залишилися після виселення татар і землі, даровані царицею Албанському корпусу за вірну службу: Кікенеїз, Кучук-Кой, Сімеїз, Алупка й інші місцини Криму стали його.
Іншими власниками була родина Ростопчіних, а саме Федір Растопчін (фаворит Павла І) також брав участь у військових кампаніях в Криму, земельний наділ в Сімеїзі він дав у посаг з дочкою Наталією, яка вийшла заміж за Дмитра Наришкіна. Таврійський губернатор, Дмитро Васильович Наришкін не здавав (як попередники) землі в найм селянам, а вирішив тут закласти свій маєток, і скоро його дружина там поселилася на постійній основі. Невдовзі, Сімеїз став вотчиною Наришкіних, адже ще один з них, Лев Олександрович Наришкін, який взяв за дружину дочку Софії і Станіслава Потоцьких, Ольгу, якій матір залишила чималий пай землі (подарований Потьомкіним).
Коли ж поруч Сімеїзу була вибудована резиденція царської сім'ї та прокладена дорога Севастополь — Ялта, в ці краї хлинула хвиля придворних вельмож та російських багатіїв. Саме з тих часів і почали згадувати про Крим не як відсталий сільськогосподарський регіон, а як місце відпочинку знаті та аристократичний курорт. Багатії будували пансіонати, купальні, ресторани, дачі і навідувалися туди на купальний або виноградний сезони.

### Першопрохідці курорту Сімеїз
Перші перетворення Сімеїзу з відсталого господарського закутка в привабливу, зі світськими маєтками долину почалися після російсько-французької війни й подальшого економічного зростання в Російській імперії. А поштовхом тому стала поява знатних і царських персон в Криму. Олександр І, викупивши в 1825 році Ореанду, мріяв тут поселитися, та невдовзі помер, тоді естафету підхопив його син і перетворив її в родинне гніздо, таким чином імператор Микола І зробив новий поштовх (після Потьомкіна) в розвитку Кримського півострова. Свита царя, за прикладом Миколи І, ринула і собі до Криму, закладаючи свої маєтності, щоби бути поближче до його світлості й тих хто вершить країною (царськими урядниками, губернаторами…).
Перший маєток Сімеїзу належав ще Григорію Потьомкіну, а потім перейшов до рук Софії Потоцької. Знана своїми культурно-меценатськими проектами (наприкінці свого життя) Софія, ймовірно, не обділила увагою свою південну власність. Володіючи Софіївськими та Уманськими палацово-парковими комплексами, вона й в Сімеїзі облаштувала дачу та заклала парк, а її дочка Ольга (якій відійшов Сімеїз по смерті матері) продовжила облаштовувати маєток. Завдяки старанням архітектора Ф. Ельсона було збудовано палац в стилі орієнталізму, східні мотиви якого перегукувалися із попередньою роботою майстра (палац М. С. Воронцова в Алупці). Ця споруда так і не збереглася, на відміну від парку, який і досі мешканці називають парком графині Потоцької.
Та перші часи експансії росіян в Криму, зокрема в Сімеїзі, для місцевих мешканців запам'яталися діяннями сім'ї Наришкіних, які тісно родичалися із Воронцовими (які після смерті Потьомкіна ще більше утвердилися в царських урядах). Маючи вплив, політичний і фінансовий, Наришкіни прибрали велику частину власності в Сімеїзі, на якій таврійський губернатор, Дмитро Васильович Наришкін, облаштував великий маєток із садом та виноградниками.. Будинок-палац Наришкіна став прикрасою Сімеїзу (в XIX столітті), його відкриті галереї (в азійських мотивах) стали класичним оглядовим майданчиком морського горизонту. Дмитро Наришкін не часто навідувався до Сімеїзу, натомість в маєтку жила його молода дружина Наталія (яка дісталася йому разом з сімеїзькою землею), й займалася господарством та палацом. В 1929 році Наришкін помер, а Наталія Наришкіна продовжувала володіти маєтностями, до середини 30-х років, коли на них не появився покупець. До сучасників так і не дійшла будівля палацу Наришкіних, на його місці стоїть головний корпус санаторію «Сімеїз», лише парк Наришкіна та Наришкінські камені на мілководді вздовж берега нагадують про російських першопроходців аристократичного Криму.
Перші власники сімеїзької землі так і не розгледіли в ній значного потенціалу, отримавши її у спадок чи іншими легкими шляхами, вони чекали слушного моменту, аби їх позбутися (фінансово вигравши). Тому коли на узбережжі появилися аристократичні родини та почався розвиток інфраструктури краю (пошта, дороги, вода та комунікації) більшість з власників перепродували землю, адже ніхто не виношував ніяких масштабних планів щодо Сімеїзу і не мав наміру тут жити. Їхні маєтки і палаци були новомодним віянням того часу для їхнього статусу та престижу, і такі задуми оволодівали російською елітою все XIX століття.

### Мальцови і Сімеїз
Ймовірно, що саме модні течії світського життя навернули відомого в Російській імперії промисловця та землевласника в сторону південного Криму, і вкладання капіталу в ці землі вважалися доволі перспективними. Тільки на відміну від багатьох російських буржуа, Іван Мальцов володів підприємницьким хистом, тому й розгледів значні перспективи Сімеїзу і спрямовував свої зусилля на розвиток Сімеїзу.

#### Легенда
Про першу появу Івана Мальцова в Сімеїзі і подальші наслідки сучасники дізналися з їх родинного переказу-легенди:
|  | ... А. С. Грибоєдов перед від'їздом до Персії, тобто незадовго до своєї трагічної загибелі, поїхав до Криму разом з секунд-майором І. А. Мальцова. Вони відвідали Сімеїз, околиці якого вразили їх своєю красою. Близько скелі Діва вирішили скупатися. Під час купання Іван Якимович втратив обручку. Він був дуже засмучений і вирішив не їхати до тих пір, поки не знайде дорогу для нього річ. Але наставав час від'їзду - та хіба знайдеш "голку в сіні"? І тоді Грибоєдова прийшла ідея: з втратою обручки треба змиритися, але от якщо Мальцов стане власником тієї частини берега, де воно було загублено, то насправді вона буде як і раніше належати йому. Ця ідея письменника була прийнята з вдячністю, і Мальцов негайно приступив до її здійснення |

.
Іван Акимович Мальцов, і справді, відданий чоловік, зустрівши в 1905 році на балу в Москві молоду дружину російського поета Василя Пушкіна, добився її уваги та прихильності. І через рік, після її розлучення, одружився з Капітоліною Михайлівною Вишеславцевою та прожив з нею в злагоді 50 років. Участь Олександра Грибоєдова у житті Мальцових також була визначальною, адже саме він, будучи впливовим представником Росії в Персії, став просувати товари Дятьківської скло-фабрики (що належала Мальцовим) та іншу металургійну продукцію Мальцова до Азії.
Попри легенду, існувала й інша, більш практична обставина. На початку XIX століття російський князь Іван Сергійович Мещерський придбав собі земельну ділянку в Сімеїзі (ймовірно, разом із добрим другом та калужським сусідом Ростопчіним). Опікуючись передчасно осиротілою родиною Мальцових, князь міг запрошувати до своїх кримських володінь, тому Іван Акимович Мальцов мав детальну інформацію про Сімеїз. Ставши на ноги і маючи підтримку князя, він міг цілком впевнено розвинути ідею виноградарства на кримському узбережжі. Підтвердженням участі князя стає той факт, що Мальцови викупили майже всі ділянки, а землі князя вони не займали, залишившись сусідами (як і в Калузькій губернії). Тому зупинка на відпочинок в Сімеїзі, під час мандрівки з Грибоєдовим, була не випадковою.

#### Іван Акимович Мальцов— власник Сімеїзу
Родина Мальцових — відомі в Російській імперії купці, яким присвоїли статус дворян, були рушіями економіки та суспільства. Побачивши перспективи скляної та металургійної галузей, вони розвивали їх, скуповуючи землі стали великими землевласниками. Найуспішнішим з них був Іван Акимович Мальцов, який підхопив у батька торгову і скляну мануфактури й розвинув їх по всій Росії та за її межами. Саме йому спало на думку вкласти капітали в перспективний земельний ринок— південний берег Криму. Це була не спонтанна думка, подальші роки це підтвердили, адже Іван Мальцов скуповував щораз то більшу ділянку на узбережжі, поруч Сімеїзу, допоки не купив майже все.
Спершу він придбав у 1828 році 30 десятин землі у Феодосія Ревеліоті. І на землях в урочищах «Кокос» та «Ай-Панда» почав облаштовувати свій маєток. В 1830 році він ще докупив 4 десятини 1428 квадратних сажнів у Дмитра Наришкіна і 127 десятин 1484 квадратних сажнів у Мусліма Умера Оглу і це дало можливість калузькому багатію розвернути цілий господарський комплекс.
Сімеїзькі землі, як виявилося через півроку, стали важливим ресурсом для нового комерційного проекту Мальцова — виноробство, ось що його захопило. Терміново було побудовано завод, відкритий в 1829 році, який став першим та найпотужнішим в тих краях. В Сімеїзі постали галереї для вина, сухі та без плісняви, в яких зберігалася продукція Мальцових та їх колег (завод і досі діючий, входить до системи виноробного комбінату «Масандра»). Іван Акимович заклав довкола заводу величезний виноградник — на 85 000 лоз. В збезводненій поймі Сімеїзу він проклав систему водозабезпечення, підвівши воду своїми чавунними трубами аж з верхів'їв гір. А потім, щоразу купляючи нові ділянки, він продовжував нарощувати свій виноградник, а вино із Сімеїзу почало поступати до столу до Москви та Санкт-Петербурга.
Та не лише одним виноградарством переймався Мальцов. Побачивши масштаби будівельних та господарських робіт на узбережжі, він відкриває магазин залізних, чавунних виробів, скла та інших предметів для поселенців південного берега Криму — найбільший господарський магазин того часу в Криму, до якого з'їжджалися зі всіх усюд. Крім того, в маєтку він розчистив садово-паркову зону, що залишилася від попередників і завершив будову власного маєтку, продовжував висаджувати фруктові сади та оливкові алеї в кримському передгір'ї. Щоби полегшити робочі цикли, Мальцов наказав прокласти кілька доріг та слідкувати за станом головної магістралі Севастополь-Ялта, таким чином він перетворився на найбільшого місцевого латифундиста з більш як 600 десятин кримської землі..
Розвернувши своє господарство, Мальцов продовжував шукати можливості до його збільшення, а в 1836 році провернув найбільшу угоду, придбавши у Халіла Еіп Оглу — 250 десятин землі. Маючи під боком такого великого землевласника, місцеві жителі не мали можливостей з ним конкурувати, тому до 1944 року більшість з них продали свої дрібні земельні паї Мальцову. Окрім земельних справ Івана Акимовича цікавили його заводи та комерція, які на середину XIX століття перетворилися у велику компанію, знану в Росії та за її межами. Однією зі складових усієї власності Мальцових стало прибуткове господарство (на такий рівень він вивів його) в Сімеїзі. І він не забував про нього до кінця своїх днів, адже останні 50 десятин землі він придбав 29 березня 1853 року в Олександри Потоцької, за кілька місяців до своєї смерті, уже будучи хворим на холеру.

#### Сергій Іванович Мальцов— відкривач курорту Сімеїз
Батьковим наступником став 43-річний Сергій Іванович Мальцов, якому необхідно було слідкувати та розвивати 22 різнопрофільних заводи, тисячі гектарів землеволодінь, та десятки тисяч працівників:
|  | Це був дивна, одержима людина ... Він годувався з робітниками з одного казана, сам особисто клав шпали, рейки, рубав і звозив ліс для власної вузькоколійної залізниці, що тяглася через усю його вотчину на двісті чотири версти ... У Мальцова була своя телефонно-телеграфна мережа, свої шлюзи, які зробили судноплавною обмілілу річку Болва, були свої паперові гроші, свої пароплави, школи, богодільні і церкви ... |

Та була в цієї аскетичної та вимогливої людини мрія, якою він дорожив і до якої він прихилявся — Сімеїз, їхнє кримське «родинне гніздо». Розвинувши власну промислову імперію, Сергій Іванович почав прикладати зусилля у покращенні сімеїзького маєтку, а згодом, побачивши його лікувально-туристичну привабливість, почав розвивати цей напрямок. Заклавши великий парк він зумів укріпити береги, створив чимало тінистих зон, де відпочиваючі могли сховатися від спеки. Коли ж царське відомство відмовилося від його вагонів, він зумів прилаштувати їх (суттєво переобладнавши) під будиночки для відпочиваючих і розмістив їх в парку. З тих пір «мальцовські вагончики» отримали поширення по всьому узбережжі Криму, в них, у невибагливій обстановці, відпочиваючі (середній клас та молодь) могли прожити кілька днів. Таке облаштування ще більше привернуло увагу до Сімеїзу, сюди приїздили зі всіх куточків країни.

#### Брати Мальцови і Новий Сімеїз
Брати Микола та Іван Мальцови, отримавши у спадок майже весь Сімеїз, не горіли бажанням господарювати там і навідувалися лише на відпочинок. Для цього вони вибудували, кожен окремо, дачі-маєтки. На початку XX століття, молодший брат, Микола захопився астрономією і вирішив облаштувати в себе обсерваторію, тому він уже довший час почав проводити в Сімеїзі. За ним довелося й Іванові придивитися до батькової спадщини, згодом йому спало на думку реорганізувати батьківські виноградники та курорт.
Мандруючи світом, брати бачили різні форми курортного сервісу, ймовірно, ідея облаштунку «кримської рів'єри» захопила їх обох. Тому Іван Мальцов віднайшов відомого в Криму військового інженера Якова Семенова, щоби він допоміг їм облаштувати батьківський маєток. Спільними зусиллями їм вдалося за кілька років облаштувати водогін, дороги, каналізацію та провести генеральне розпланування та поділили все на земельні паї. В 1906 році вони заснували ще й Товариство власників дач, яке стало керувати роботами з благоустрою та забудови курорту. Стараннями нових власників дач, відомих архітекторів та братів Мальцових почав формуватися аристократичний курорт — Новий Сімеїз, з численними віллами, парками та пансіонами.
Впродовж 9-ти років брати Мальцови та Товариство власників дач ще спільно управляли маєтком, а потім повністю передали всі права Товариству. Самі розділили сфери впливу: східна частина, в якій жив молодший брат, перейшла Миколі Мальцову, а західна, на якій була вілла Івана, перейшла Іванові Мальцову. Більш енергійний Іван, спродав майже усі паї своєї частини та продовжував опікуватися самим курортом.
Нові власники сімеїзьких земельних паїв зводили двох-, трьохповерхові особняки і пансіони з різноманітністю архітектурних стилів, різноманіттям форм, саме так архітектори Краснов, Щекетов, Суботін, Семенов вражали приїжджих та відпочиваючих. Мальцови сприяли розвитку селища й всієї території, облаштовуючи парк, зони відпочинку, купальні та налагоджували загальну інфраструктуру: аптеки, магазини, поштово-телеграфне відділення, народний дім, концертні майданчики.

### Розквіт курорту
Розквітом курорту вважається період 1910-1916 років, підтвердженням тому є особлива відзнака на європейському конкурсі «Місто-парк», поступившись першим місцем Ніцці, Новий Сімеїз випередив кілька десятків відомих і багатих міст Європи. Високе журі вразило поєднання природних особливостей, різноманіття садово-паркових композицій та модерної архітектури.
Невдовзі, курорт Новий Сімеїз став знаним на всю країну, ще б пак, його було внесено престижною Британською академією наук до «Всесвітньої архітектурної енциклопедії», єдиний від Росії цілісний курортний комплекс.
Сюди на оздоровлення приїжджало більше 12 тисяч відвідувачів щороку, що в 10 разів перевищувало кількість самих жителів цієї округи.

### Націоналізація більшовиками
Після приходу в 1921 році більшовиків всі дачі і пансіонати були націоналізовані. Незаконно присвоївши майно багатіїв, комісари не могли ним усім управляти, тому ті будинки чи квартири де ще жили їхні власники (якщо не втекли за кордон) вони запропонували викупити (оскільки молода радянська влада потребувала фінансів то таким чином поповнювала казну). Деякі із аристократичних сімей, що не встигли виїхати в еміграцію чи з якихось інших причин так і вчинили, бо маєтки на материку були розпродані, а вони всі й далі жили в Криму. Комісарам було того мало, і під різними приводами вигадували нові побори, так в часи НЕПу в кримських власників вілл і садиб майно вилучили і запропонували його вже винаймати (мотивуючи тим, що в Країні Рад приватного немає нічого, а все суспільне). Довелося власникам кримського майна пристати й на такі умови, облаштовуючи свої вілли під уже радянські пансіонати й санаторії, або ж тіснитися в кількох кімнатах, бо в інших уже були заселені родичі комісарів. Посилення більшовицької влади (кінець 20-х років XX століття) закінчилося остаточним відбором власності, тоді ж втрачаються сліди більшості колишніх власників вілл в Криму, а більшовики управляли їх майном на свій розсуд. В часи Другої світової війни більшість вілл Нового Сімеїзу не постраждали.
Хронологія відновлення роботи курортних пансіонатів після націоналізації:
- 1921 рік — санаторії «Примор'я» та корпуси санаторію імені Семашко до яких демонстративно привозили робітників з Москви, Ленінграда і Донбасу, а також партійний актив;
- 1922 рік — санаторії «Дельфін» та «Селям»;
- 1924 рік — протитуберкульозний санаторій «Піонер» (колишній «Ай-Панда»);
- 1925 рік — санаторій «Червоний маяк»;
- 1930 рік — великий протитуберкульозний санаторій ім. Леніна.

Більшість лікувальних закладів відкривалися тільки у сезон (зазвичай з травня по жовтень), але в деяких дитячих закладах організували круглорічний пансіон, для цього в них відкрили спеціальні школи, де діти отримували освіту.

### Сучасність
З початків XXI століття, коли економічна і суспільна ситуація в Україні стабілізувалася, почав відновлюватися курорт в Сімеїзі. Здебільшого, завдяки приватній ініціативі почали відкриватися приватні пансіонати, налагоджувався відповідний курортно-туристичний сервіс та інфраструктура. Поряд із приватним сектором і почали відновлювати роботу і державні санаторні заклади.
Через обмеженість у ресурсах землі, почали проявлятися негативні тенденції: підпільна приватизація земельних наділів та історичних пам'ятників чиновниками (ніби ж то брали в оренду на 40 років), викуп невеличких клаптиків землі чи господарських будівель через фіктивні фірми із подальшим захопленням уже самих історичних об'єктів та великих площ сімеїзької землі, навмисно доводили до руйнування історичні будівлі, щоби потім віддати їх в безоплатне користування. Тож поряд із лікувально-цілющими особливостями, курорт Сімеїз стає сучасним світським містечком на узбережжі моря.
Після захоплення Росією українських земель в 2014 році, російський уряд залишив в дії українські природоохоронні закони в анексованому Криму. В той же час, як російські чиновники почали новий перерозподіл власності на курорті.

## Інфраструктура

### Транспорт
Курортна зона Сімеїзу знаходиться в 22-24 кілометрів на захід від міста Ялти (автошлях Н19), і за 105 кілометрів від Сімферополя.
Головним транспортом, яким можна добратися до Нового Сімеїзу є маршрутні таксі (автобуси):
- № 26 Сімеїз (автостанція) — Алупка (автостанція) — Ялта (автовокзал);
- № 36 Кацивелі (аквапарк) — Сімеїз (Блакитна затока) — Сімеїз (автостанція) — Алупка (автостанція);
- № 42 Сімеїз (автостанція) — Алупка (розплідник) — Південнобережне шосе — Ялта (11 мікрорайон) — Ялта (автовокзал).

Також до курорту можна добратися і на морському транспорті. Морські бухти тут глибокі і в місті існує кілька пристаней, де зупиняються човни.

### Розваги і відпочинок
Окрім звичних лікувальних фітопроцедур, в Сімеїзі пропонують і пізнавальні екскурсійні тури. Насамперед, це піші прогулянки місцевими пам'ятками природи: гора Кішка (або Куш-Кая), візуально схожа на величезну кішку, порослу ялівцем. Поміж зарослі ялівцю та скельних порід, туристи виходять на верхній хребет і милуються краєвидами бухти Блакитної затоки і Сімеїзу; а на узбережжі туристи підіймаються звивистими кам'яними сходами на оглядовий майданчик скелі Діва.

## Архітектура
Курорт Новий Сімеїз — унікальний архітектурно-ландшафтний проект, який створили завдяки перемішуванню різних архітектурних стилів відомі російські архітектори, тому і називали в народі його музеєм архітектури просто неба.
| № п/п | № земельного паю | Найменування вілли                     | Дата побудови | Координати                       | Адреса                                                                                  | Короткі дані | фото |
| ----- | ---------------- | -------------------------------------- | ------------- | -------------------------------- | --------------------------------------------------------------------------------------- | ------------ | ---- |
| 1     |                  | Дача Семенова «Диво»                   | 1910 рік      | +44° 24' 11.00", +33° 59' 48.00" | Велика Ялта, смт. Сімеїз, вул. Радянська, 76.                                           |              |      |
| 2     |                  | Пансіон М. К. «Александрова-Дольника»  | 1910 рік      | +44° 24' 18.00", +34° 0' 40.20"  | Ялта, смт. Сімеїз, вул. Луговського (Морська), 18.                                      |              |      |
| 3     |                  | Вілла «Великий Богдан» М. М. Богданова | 1910 рік      | +44° 24' 11.50", +33° 59' 52.15" | Велика Ялта, смт. Сімеїз, вул. Радянська, 39.                                           |              |      |
| 4     |                  | Вілла «Білий лебідь» (Ампір)           | 1910 рік      | +44° 24' 15.50", +34° 0' 33.00"  | Велика Ялта, смт. Сімеїз, вул. Луговського, 6, санаторій ім. М. О. Семашка, корпус № 3. |              |      |
| 5     |                  | Дача Зикової                           | 1910 рік      | +44° 24' 21.00", +34° 0' 38.00"  | Велика Ялта, смт. Сімеїз, вул. Луговського.                                             |              |      |
| 6     |                  | Вілла «Камея»                          | 1910 рік      | +44° 24' 17.00", +34° 0' 26.50"  |                                                                                         |              |      |
| 7     |                  | Вілла «Ксенія»                         | 1910 рік      | +44° 24' 14.00", +34° 0' 5.00"   | Велика Ялта, смт. Сімеїз, вул. Радянська, 33.                                           |              |      |
| 8     |                  | Вілла «Мрія»                           | 1910 рік      | +44° 24' 14.00", +34° 0' 7.50"   | Велика Ялта, смт. Сімеїз, вул. Радянська, 33.                                           |              |      |
| 9     |                  | Дача Станкевич «Міро-Маре»             | 1910 рік      | +44° 24' 13.50", +34° 0' 28.00"  | Велика Ялта, смт. Сімеїз, санаторію ім. Семашко, корпус № 3.                            |              |      |
| 10    |                  | Дача «Нюкта»                           | 1910 рік      | +44° 24' 8.15", +33° 59' 48.50"  |                                                                                         |              |      |
| 11    |                  | Дача Сабашникова                       | 1910 рік      |                                  |                                                                                         |              |      |
| 12    |                  | Дача Свіягіна                          | 1910 рік      | +44° 24' 8.00", +33° 59' 54.00"  |                                                                                         |              |      |
| 13    |                  | Вілла «Сельби»                         | 1910 рік      |                                  |                                                                                         |              |      |
| 14    |                  | Дача Е. Л. Короб'їної «Селям»          | 1910 рік      | +44° 24' 10.00", +33° 59' 55.00" |                                                                                         |              |      |
| 15    |                  | Дача «Сакля Сабурова»                  | 1910 рік      | +44° 24' 15.65", +33° 59' 53.00" | Ялта, смт. Сімеїз, вул. Радянська, 72.                                                  |              |      |
| 16    |                  | Дача Суботіної                         | 1910 рік      | +44° 24' 16.50", +33° 59' 55.15" |                                                                                         |              |      |
| 17    |                  | Вілла Шлеє                             | 1910 рік      | +44° 24' 15.65", +33° 59' 58.20" | Велика Ялта, смт. Сімеїз, вул. Радянська, 33                                            |              |      |
| 18    |                  | Дача Лансере «Хризоліт»                | 1910 рік      | +44° 24' 11.00", +33° 59' 50.30" |                                                                                         |              |      |

## Відомі персони
Різні верстви відпочивальників відвідували Новий Сімеїз за його, більш як столітню історію. Це були й імператори та еміри, відомі урядовці та землевласники, промисловці та купці-комерсанти, науковці та інтелігенція, і прості робітники та їх діти (особливо в радянський час). Одні залишалися тут надовго (облаштовуючи свої родинні гнізда, вілли), інші навідувалися до родичів чи просто підліковувались, і в кожного закарбувалась згадка про курорт Новий Сімеїз.

### Засновники курорту
Незважаючи на те, що землями Нового Сімеїзу на початках володіли відомі царські фаворити, урядовці та військові (Григорій Потьомкін, Потоцькі, Ревеліоті та Наришкіни), першим хто розгледів потенціал Сімеїзу, як курорту, можна вважати Івана Акимовича Мальцова, а за ним уся його родина:
- Іван Акимович Мальцов (1774-1853) — син промисловця і землевласника Акима Мальцова, з 1804 року стає єдиним і повноправним власником всіх Мальцівських заводів: 5 заводів у Володимирській губернії (Гусівський, Нікулінський, Малиновський, Головінський, Вековський) і 5 заводів в Орловській губернії (Радицький, Дятьківський, Старський, Знеберський, Шумовський), ставши майже монополістом виробництва скла й кришталю. Започаткував металургійне виробництво на Брянщині[61];
- Сергій Іванович Мальцов (1810—1893) — після смерті батька Івана Якимовича став найбільшим землевласником, повновладним господарем величезного промислового району в центральній частині Європейської Росії. У 1854 році Мальцов вступив в купецький прошарок, в першу гільдію. У спадок йому дісталися кришталева фабрика, кілька скляних, бурякоцукрових і металозаводів. За час його підприємництва були придбані нові фабрики і заводи, організовані нові виробництва на яких працювало до 100000 робітників[62];
- Брати Микола та Іван Мальцови — не мали батькового комерційного хисту, їх більше приваблювало світське життя, військові чини та слава. Та завдяки ним, батьківський задум (курорт Сімеїз) був завершений. Ініціатива Івана Мальцова (молодшого) стосувалася в передачі сімеїзької землі, до якої вони охололи, ефективним господарям — шляхом продажу під відпочинкові вілли (дачі). Революція застала братів зненацька, вони взяли активну участь у тодішніх суспільних зрушеннях, Іван загинув разом зі всією сім'єю, а Микола був вимушений податися в еміграцію, де й помер самотнім[63];
- Товариство благоустрою Нового Сімеїзу (1906) — організоване братами Мальцовими, щоби ефективно використати розпайовану сімеїзьку землю, яка залишилася їм у спадок. До його складу увійшли архітектор Чернов, брати Семенови, архітектор Микола Краснов, які розробили генеральний план забудови Сімеїзу, який в історії архітектури Росії, вважається один з перших комплексних планів забудови[64]

### Архітектори та будівничі
Репутацію аристократичного курорту місцеві жителі підтримували завдяки оригінальності своїх будівель та маєтків, яку їм створювали знані в Росії майстри, архітектори, садівники:
- Філіп Ф. Ельсон — архітектор[65], який в 20-х роках XIX століття в стилі орієнталізм вибудував маєток Потоцьких, який вони успадкували від матері Софії (фаворитки Григорія Потоцького). Ельсон був родинним архітектором Воронцових (які опікувалися молодою Ольгою) та спроектував палац Потоцького в Лівадії (який пізніше викупила сім'я імператора Миколи І) та пізніше ще кілька споруд для родини Потоцьких[66];
- Микола Краснов — імператорський архітектор, селянського походження, побудував велику кількість садиб, палаців, дач і адміністративних будівель, в Криму, Росії та Югославії[67].
- Яків Семенов — російський інженер, почесний президент Товариства благоустрою Нового Сімеїзу, головний забудовник містечка, без якого не проводилося жодне будівництво курорту Новий Сімеїз, будучи його проектантом та опікуном, міг і прикластися до спорудження багатьох вілл[68];
- Петро Щекотов — російський архітектор, впроваджувач стилю московський модерн. Відома його участь у зведенні п'ятьох вілл-дач Сімеїзу;

### Відомі відпочивальники
Серед знаних особистостей курорт облюбували: Олександр Пушкін, І. М. Муравйов-Апостол, Лев Толстой, Михайло Коцюбинський, Володимир Маяковський, Сергєєв-Ценський, Новиков-Прибой, В. Луговський та інші:
- Олександр Пушкін — в 1820 році з родиною Раєвських мандрував Кримом, про Сімеїз не згадував нічого;
- Олександр Грибоєдов — в 1825 році мандрував Кримом, спинявся в Сімеїзі, сподобалася кухня, краєвиди та історичні місця і скеля Діва;
- Іван Мальцов — в 1825 році російський промисловець та землевласник супроводжував Грибоєдова в Криму, купався в морі, захопився краєвидами і місцевістю, як наслідок почав скуповувати землі та облаштував собі тут маєток;
- Василь Жуковський— в 1837 році поет у компанії цесаревича Олександра, був тут проїздом, зупинявся для малювання та відпочинку;
- Лев Толстой — кілька раз був в Сімеїзі, в 1885 році навіть мешкав у маєтку Мальцових, та не знайшов спільної мови з його власником;
- Дмитро Мілютін — військовий міністр часів Олександра II, на початку царювання Олександра III його відправили у відставку і проживав у своєму маєтку на межі Сімеїзу й Алупки. Маєток заповів передати під «військовий санаторій» для офіцерів і нижніх чинів.
- Сергій Рахманінов — ще з дитинства навідувався до Сімеїзу, на дачах своєї рідні вперше почав складати музичні композиції. Ненадовго зупинявся в маєтку дружини (літо-осінь 1917 року) коли відправлявся в еміграцію;
- Зінаїда Серебрякова — з 1912 по 1917 рік часто навідувала дачі своїх сестер та батьків Лансере (її дошлюбне прізвище), відпочивала і малювала, потім перебралася в еміграцію;
- Володимир Маяковський — часто поправляв тут своє здолров'я, а в 1927 році виступав на поетичному вечорі;
- Ілля Сельвінський — поет-конструктивіст, часто бував в Сімеїзі і описував його в своїх творах;
- Володимир Луговський — радянський поет, тривалий час навідувався до Сімеїзу на відпочинок, про що згадував у своїх віршах та листуванні;
- Василь Шулейкін — в дитинстві відпочивав в Сімеїзі (в мальцівських вагончиках), а в 1929 році організував на захід від Сімеїзу в селищі Кацивелі Чорноморську гідрофізичну станцію, створив унікальний експериментальний комплекс і до 1941 року був директором станції. Академік АН СРСР, геофізик і океанограф, Василь Шулейкін, тривалий час жив в Сімеїзі та його околицях;
- Іван Пузанов — відомий зоолог та викладач, юначі роки провів на дачі своєї матері «Червоний мак», потім ще часто навідувався до Сімеїзу, навіть після конфіскації маєтку. Чимало досліджень та розшуків розпочинав з Сімеїзу, описував його в своїх роботах;
- Андрій Туполєв — відомий авіаконструктор, бував у Сімеїзі, та святкував тут своє 75-річчя;
- Микола Амосов — видатний хірург, практикував у санаторії «Приморський»;
- Олексій Ганський — астро-фізик, співробітник Пулковської обсерваторії, спізнався в Сімеїзі з Іваном Мальцовим (молодшим, який побудував власну обсерваторію). У 1908 році прибув до Сімеїзу, маючи великі наукові плани, і приступив до налагодження устаткування обсерваторії, але загинув, купаючись в штормовому морі біля гори Кішка;
- Василь Кузьменко — інженер-залізничник, який осів в Сімеїзі (побудувавши собі віллу) та видав дві книжки, якими і повідав світу про творення курорту Новий Сімеїз.
- Михайло Коцюбинський — український письменник, громадський діяч, жив і працював у Сімеїзі у 1895 р.[70]